# خانه آویش
خانه آویش مربوط به دوره صفوی است و در کهگیلویه، ۵۰ متری شمال غربی امامزاده جابر واقع شده و این اثر در تاریخ ۱۲ بهمن ۱۳۸۱ با شمارهٔ ثبت ۷۴۶۸ به‌عنوان یکی از آثار ملی ایران به ثبت رسیده است.